# Mingus Plays Piano
Mingus Plays Piano — сольний джазовий альбом Чарльза Мінґуса 1964 року. Альбом примітний тим, що Мінґус відійшов від своєї звичної ролі композитора і контрабасиста в ансамблевих записах, натомість граючи на фортепіано без жодних додаткових музикантів.

## Трек-лист
Вся музика написана Чарльзом Мінґусом, якщо не вказано інше.
1. «Myself When I Am Real» — 7:38
2. «I Can't Get Started» (Вернон Дюк, Айра Гершвін) — 3:43
3. «Body and Soul» (Френк Ейтон, Джонні Ґрін, Едвард Гейман, Роберт Саур) — 4:35
4. «Roland Kirk's Message» — 2:43
5. «Memories of You» (Юбі Блейк, Енді Разаф) — 4:37
6. «She's Just Miss Popular Hybrid» — 3:11
7. «Orange Was the Color of Her Dress, Then Blue Silk» — 4:18
8. «Meditations for Moses» — 3:38
9. «Old Portrait» — 3:49
10. «I'm Getting Sentimental Over You» (Джордж Бассман, Нед Вашингтон) — 3:46
11. Compositional Theme Story: «Medleys, Anthems and Folklore» — 8:35

## Персоналії
- Чарльз Мінґус — фортепіано, вокал

## Виробництво
- Боб Тіле — продюсер, фото
- Майкл Кускуна — продюсер перевидання
- Боб Сімпсон — інженер
- Ерік Лебсон — цифровий ремастеринг
- Нет Гентофф — замітки до альбому
- Віктор Калін — малюнок обкладинки
- Голліс Кінг — артдиректор, дизайн
- Джо Лебоу — дизайн заміток
- Лі Теннер — фото